# Hermannstädter Bachchor
Der Hermannstädter Bachchor wurde 1931 im siebenbürgischen Hermannstadt (rumänisch: Sibiu), Rumänien, gegründet. Ursprünglich Bachchor der evangelischen Kirchengemeinde, ist der Hermannstädter Bachchor mittlerweile „eine überkonfessionelle Singgemeinschaft, in der quer durch alle Berufsstände Menschen verschiedener Muttersprache miteinander musizieren“ (Eigendefinition) geworden.

## Geschichte

### Gründung
Initiator der Gründung eines Bachchores in Hermannstadt war Franz Xaver Dressler (1898–1981), damals Stadtkantor. Nach der Gründung im September folgte im November 1931 mit dem Stabat Mater von Giovanni Battista Pergolesi der erste öffentliche Auftritt. 
Bis in die 1940er Jahre und in der unmittelbaren Nachkriegszeit gehörten Werke von Johann Sebastian Bach und Georg Friedrich Händel zu den Schwerpunkten des Repertoires. Der Hermannstädter Bachchor unternahm Tourneen im ganzen Königreich Rumänien und trat unter anderem auch im Bukarester Athenäum auf.

### Zeit des Sozialismus
Während der stalinistischen Phase der Nachkriegszeit konnte der Chor seine Tätigkeit nur erschwert weiterführen (Drangsalierung und Abkommandierung zur Zwangsarbeit von Chormitgliedern, etwa auch des Chorleiters Dressler). Ende der 1950er Jahre gliederte sich der Bachchor unter Zwang in das sozialistisch organisierte Kulturleben ein, um eine Auflösung zu verhindern. Interpretationen kirchenmusikalischer Werke mussten in den Hintergrund treten. Bis 1978 wurde der Chor von seinem Gründer Franz Xaver Dressler geleitet.
Nach einer leichten Lockerung der Umstände ab Mitte der 1960er Jahre folgte in der Endphase der Ceaușescu-Diktatur während der 1980er Jahre wieder eine deutlich schwierigere Periode für den Chor. In jener Zeit (1985) übernahm Kurt Philippi (* 1949) die Führung des Hermannstädter Bachchores.

### Neubeginn in den 1990er Jahren
Die politische Wende von 1989 brachte zwar die Freiheit bezüglich der künstlerischen Gestaltungsmöglichkeiten zurück, stellte jedoch aufgrund der massiven Auswanderung der siebenbürgisch-sächsischen Mitglieder den Chor vor Personalprobleme. Diese wurden einerseits durch die Fusion mit dem evangelischen Kirchenchor gelöst. Zum anderen begann während der 1990er Jahre die Öffnung gegenüber anderssprachigen und anderskonfessionellen Mitgliedern.

## Gegenwart
Durch die damals eingeschlagene Strategie erfreut sich die „überkonfessionelle Singgemeinschaft“ heute wieder größerer Beliebtheit. Im Mittelpunkt des Repertoires stehen jetzt wieder Bachs Werke, daneben immer öfter sakrale Musik aus Siebenbürgen, etwa von Rudolf Lassel (1861–1918) oder Hans Peter Türk (* 1940). Neben zahlreichen Auftritten in Rumänien unternahm der Hermannstädter Bachchor seit dem Fall des Eisernen Vorhanges auch Chorreisen nach Österreich und Deutschland. 1996 erschien die erste CD des Chores. Am Karfreitag 2007, dem Jahr, welches in Hermannstadt im Zeichen der Feierlichkeiten zur Europäischen Kulturhauptstadt stand, fand die Uraufführung von Hans Peter Türks Siebenbürgische Passionsmusik zu Karfreitag durch die Meissner Kantorei und den Hermannstädter Bachchor unter der Leitung von Christfried Brödel statt. Seit Februar 2015 leitet Jürg Leutert den Hermannstädter Bachchor. Seine Frau Brita Falch Leutert ist Kantorin der Stadtpfarrkirche.

## Ehrungen
- 2003: Ehrenpreis des „Georg Dehio-Kulturpreises“

## CD-Veröffentlichungen
- Machet die Tore weit – Weihnachtsmusik in Siebenbürgen. Strube-Verlag, 1996.
- Weise mir Herr, Deinen Weg – Psalmvertonungen aus Siebenbürgen. Strube-Verlag.
- Rudolf Lassel – Eine siebenbürgische Passionsmusik. Strube-Verlag.